# Джонатан Браунлі
Джонатан Браунлі  (англ. Jonathan Brownlee, 30 квітня 1990) — британський тріатлоніст, олімпійський медаліст. Брат дворазового олімпійського чемпіона з тріатлону Алістера Браунлі. Чемпіон світу (2012).

## Виступи на Олімпіадах
| Олімпіада   | Дисципліна                 | Місце |
| ----------- | -------------------------- | ----- |
| Лондон 2012 | тріатлон, чоловіки         | 3     |
| Ріо 2016    | тріатлон, чоловіки         | 2     |
| Токіо 2020  | тріатлон, чоловіки         | 5     |
| Токіо 2020  | тріатлон, змішана естафета | 1     |